# Mies van Hout
Mies van Hout (Eindhoven, 25 juni 1962) werkt sinds 1989 als illustrator en grafisch vormgever.

## Biografie
Mies van Hout is op 25 juni 1962 geboren in Eindhoven en groeide op in het dorp Hapert. Haar vader was daar schoolmeester en kon geweldig goed verhalen verzinnen en vertellen. Mies en haar jongere broer kwamen hier ook regelmatig in voor. Ze was niet alleen gek op haar vaders vertelsels, Van Hout las ook vele boeken, vooral spannende jongensboeken.
Ook als kind tekende ze regelmatig. Toen ze twaalf jaar oud was wist ze dat ze daar haar beroep van wilde maken. Daarom ging ze na de middelbare school naar de lerarenopleiding in Tilburg. Daar leerde ze niet alleen zelf mooier en beter tekenen, maar ook hoe ze kon lesgeven aan kinderen in de vakken tekenen en textiele werkvormen. Toch lag de interesse van Van Hout meer bij tekenen. Dus besloot Van Hout naar Groningen te gaan. Daar volgde ze ’s avonds de opleiding grafisch ontwerpen aan de kunstacademie. Daar leerde ze onder andere hoe je verhalen en foto’s in een krant goed op een bladzijde zet, hoe je advertenties maakt en ook hoe je de teksten en de tekeningen precies goed zet in een prentenboek.
Tegenwoordig illustreert Van Hout vooral haar eigen prentenboeken voor jonge kinderen, maar daarnaast ook boeken van Paul Biegel, Vivian den Hollander en Hanna Kraan. In 1988 verscheen haar eerste boek Kiki en Pim: een tweeling van drie. 
Haar boeken zijn in meer dan twintig talen verschenen. Vrolijk, een bijna woordloos prentenboek over de verbeelding van emoties werd een wereldwijd succes. In Duitsland zijn meer dan 100.000 exemplaren verkocht en werd het prentenboek genomineerd voor de Deutscher Jugendliteraturpreis. In opdracht van het CPNB maakte Mies van Hout Speeltuin als het Prentenboek van de Kinderboekenweek 2015.

## Werkwijze
Met het in 2011 verschenen prentenboek Vrolijk bereikte Mies van Hout een nieuwe fase in haar carrière als illustrator. In haar eigen woorden: "Voorheen werkte ik vooral vanuit het personage, vaak zijn dat omlijnde figuren. Daarnaast besteedde ik veel aandacht aan de achtergrond. Dit boek is ontstaan vanuit een direct gevoel, vanuit expressie. Dit is vrijer. Ik geloof niet dat ik nu nog terug kan.". De kleurrijke tekeningen en ook de spaarzame woorden in Vrolijk zijn gemaakt met pastel- en waskrijt op een zwarte achtergrond. Eerder werkte ze het liefst met gouache (plakkaatverf) en maakte collages met stukjes papier.

## Eerbetoon
- 1995 - Kiekeboeprijs voor Kinderboerderij
- 2004 - Pluim van de maand voor Een mandje vol amandelen, tekst van Mien Stam-van der Staay
- 2006 - Kinderboekwinkelprijs voor Bang mannetje, tekst van Mathilde Stein
- 2008 - KIDDO-Leespluim voor Schatje en Scheetje, tekst Elle van Lieshout en Erik van Os
- 2010 - KIDDO-Leespluim voor Daar buiten loopt een schaap
- 2011 - KIDDO-Leespluim voor Vrolijk
- 2012 - Kinderboekwinkelprijs voor Vrolijk
- 2013 - Nominatie Deutscher Jugendliteraturpreis voor Heute bin ich
- 2013 - Vlag en Wimpel Penseeljury voor Vriendjes
- 2015 - KIDDO-Leespluim voor Poesje mauw
- 2018 - Sardes-Leespluim voor Dag poes!

## Bestseller 60
| Boeken met noteringen in de Nederlandse Bestseller 60 | Jaar van verschijnen | Datum van binnenkomst | Hoogste positie | Aantal weken | Opmerkingen                                                                               |
| ----------------------------------------------------- | -------------------- | --------------------- | --------------- | ------------ | ----------------------------------------------------------------------------------------- |
| De kindereter                                         | 2007                 | 14-10-2009            | 35              | 1            | in samenwerking met Mathilde Stein                                                        |
| Speeltuin                                             | 2015                 | 14-10-2015            | 1(2wk)          | 4            |                                                                                           |
| Dag poes!                                             | 2017                 | 02-10-2017            | 17              | 6            | in samenwerking met Bette Westera, Hans en Monique Hagen, Koos Meinderts en Sjoerd Kuyper |
| Ik weet wat ik worden wil                             | 2021                 | 29-09-2021            | 20              | 3            | in samenwerking met Erik van Os en Elle van Lieshout                                      |